# ДЮСШ «ЕХО»
ДЮСШ «ЕХО» — харківська дитячо-юнацька спортивна школа з футзалу, перша ДЮСШ з цього виду спорту в Україні. 2010 року була закрита.

## Історія

Команда юнаків 1983—1984 р.н. «ЕХО» — переможець юнацького чемпіонату України, 2000 р.

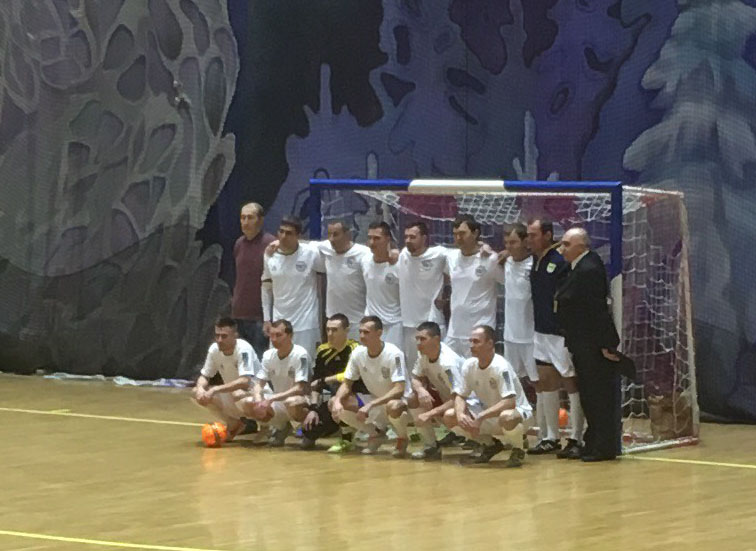
Команда вихованців ДЮСШ «ЕХО» та запрошених зірок перед початком благодійного матчу проти харківського «Локомотива», 2016 р.

Команда Харківського заводу електроапаратури «ЕХО» з першого сезону брала участь у чемпіонатах України з футзалу. Клуб не мав постійного фінансування і його постійно покидали провідні гравці. Через це постало питання підготовки кадрів.
Дитячо-юнацька спортивна школа «ЕХО» була утворена з ініціативи футбольного клубу «ЕХО» (президент - В. М. Симонов) і профспілкового комітету ДП «Харківського заводу електроапаратури» (голова - І.М. Панченко) за підтримки Харківської обласної ради спортивного товариства профспілок «Україна» (голова - А. А. Бондаренко). Школу було відкрито 3 лютого 1997 року. ДЮСШ «ЕХО» стала  першою спеціалізованою спортивною школою з футзалу в Україні. Основними завданнями школи були підготовка резерву для ФК «ЕХО» і заохочення до активних занять фізкультурою дітей робітників ДП «ХЗЕА». ДЮСШ отримала назву «ЕХО», оскільки це торгова марка продукції, що вироблялася Харківським заводом електроапаратури.
Від самого початку в школі працювало 9 тренерів. Щороку в школі проводився набір юнаків в декілька вікових груп: у 1997 році - 1981-1988 років народження і т.д.
В кожному сезоні команди ДЮСШ «ЕХО» перебували серед фаворитів дитячо-юнацьких чемпіонатів і змогли виграти велику кількість різноманітних нагород.
1 лютого 2001 року ДЮСШ «ЕХО» стала самостійною юридичною особою, а її засновниками були Харківська обласна рада СТП «Україна» і профспілковий комітет ДП «ХЗЕА».
14 серпня 2005 року в Харкові створюється українська дитячо-юнацька футзальна ліга, одним з ініціаторів створення якої стало керівництво ДЮСШ «ЕХО». Директор ДЮСШ Василь Симонов також став виконавчим директором УДЮФЛ.
2010 року керівники спортивного товариства «Україна» вирішили розформувати ДЮСШ. Відбувалася оптимізація з об’єднання трьох шкіл з різних видів спорту - футзалу, баскетболу і бадмінтону. 1 квітня 2010 року було оголошено про ліквідацію школи. Тренерський склад і учні були переведені в СДЮШОР з баскетболу і бадмінтону у вигляді відділення з футзалу. Через деякий час керівництво вирішило, що футзал не може бути присутнім в СДЮШОР, оскільки не є олімпійським видом спорту, тож групи дітей, що займалися футзалом перевели в ДЮСШ «Волна». Групи юнаків 1992 і 1993 р.н. були передані харківському «Локомотиву», а група 1994 р.н. — харківському «Моноліту». Останні випуски школи - це команди 1996 р.н. Сергія Устенка і 1997 р.н. Антона Стрільця. Перша команда виступає на Кубку ФК «Універ» під назвою «Чотири кімнати», а друга перейшла в структуру «Моноліту».
2018 року ДЮСШ «ЕХО» відновила свою діяльність у вигляді футзального клубу.
У січні 2022 року ДЮСШ «ЕХО» об’єдналася з ДЮСШ «Локомотив».
Школа «ЕХО» стала справжньою кузнею кадрів не тільки серед гравців, а й серед тренерів. В командах майстрів головними тренерами або тренерами працювали: Юрій Кобзар («Універ-Харків», «Енергія», «Єнакієвець»), Олександр Беспорочний («Олександр», «ЛТК»), Роман Павлов («Олександр»), Павло Пікалов («Універ-Харків», «Локомотив»), Андрій Зімонін («Олександр-НУВС»), Сергій Молчанов («Олександр»), Олександр Сірий («Локомотив-2»), Олександр Кузьменко («Локомотив-2»), Юрій Воложенко («ЕХО»). Також у школі працювали такі відомі тренери як Сергій Устенко, Валерій Мкртчян.

## Досягнення
- Чемпіон України серед юнаків (9 (рекорд)): 1997 (1981—1982 р.н.), 2000 (1983—1984 р.н.), 2000 (1985 р.н.), 2001 (1984—1985 р.н.), 2001 (1988—1989 р.н.), 2002/2003 (1989 р.н.), 2003 (1988 р.н.), 2003/2004 (1989 р.н.), 2006 (1990 р.н.)
- Срібний призер чемпіонату України серед юнаків (5 (рекорд)): 1998 (1981—1982 р.н.), 1999 (1982—1983 р.н.), 2002 (1989 р.н.), 2003/2004 (1988 р.н.), 2004/2005 (1990 р.н.)
- Срібний призер чемпіонату України серед юнаків під егідою УДЮФЛ (2): 2007 (1990 р.н.), 2010 (1993 р.н.)
- Бронзовий призер чемпіонату України серед юнаків: 2004 (1991 р.н.)
- Бронзовий призер чемпіонату України серед юнаків під егідою УДЮФЛ: 2009 (1992 р.н.)
- Володар Кубка України серед юнаків: 2005 (1990 р.н.)
- Володар Кубка України серед юнаків під егідою УДЮФЛ (3): 2006 (1990 р.н.), 2006 (1991 р.н.), 2010 (1993 р.н.)
- Фіналіст Кубка України серед юнаків під егідою УДЮФЛ (2): 2007 (1990 р.н.), 2009 (1993 р.н.)
- Володар Суперкубка України серед юнаків під егідою УДЮФЛ: 2006 (1991 р.н.)
- Переможець дитячо-юнацької футзальної ліги Харківської області (3): 2004/2005 (1989 р.н., 1990 р.н., 1991 р.н.)

## Список вихованців
Подано гравців, що виступали в майбутньому за національну збірну України
| - Олександр Хурсов (1997–2000) - Артем Ковальов (1997–2000) - Олександр Кондратюк (1997–2002) - Євген Юнаков (1997-2001) - Дмитро Бондар (1997–2002) - Дмитро Федорченко (1997-2005) | - Денис Овсянніков (1998-2003) - Сергій Якунін (1999-2003) - Євген Ланко (2002-2008) - Євген Сірий (2006-2010) - Дмитро Шамлі (2007-2010) - Олександр Педяш (2001-2010) |

Подано гравців, що виступали в майбутньому за команди майстрів
| - Сергій Шевелєв (1997-2001) - Сергій Гур'єв (1997-2003) - Олександр Ніколаєнко (1997-2003) - Микола Бутенко (1997-2004) - Антон Подзолков (1997-2005) - Олександр Подзолков (1997=2005) - Дмитро Долгов (1997-2009) - Олександр Золотухін (1998-2006) - Владислав Подвойський (1999-2002) - Антон Бабенко (1999-2002) - Владислав Селезньов (1999-2002) | - Олексій Трунов (1999-2003) - Артем Зубарєв (2000-2007) - Олександр Бражник (2000-2007) - Володимир Сивцев (2000-2008) - Дмитро Брик (2000-2008) - Артем Сологуб (2000-2008) - Максим Хрипунов (2003-2008) - Максим Кравченко (2003-2008) - Станіслав Фінтісов (2003-2009) - Андрій Воронько (2004-2008) - Сергій Діденко (2004-2008) | - Павло Батагов (2004-2009) - Владислав Баєв (2004-2010) - Вадим Набока (2005-2010) - Руслан Усенко (2006-2010) - Олексій Чеканов (2006-2010) - Віталій Іщенко (2006-2010) - Віктор Кравцов (2006-2010) - Дмитро Халін - Микита Медведєв |

Подано найвідоміших гравців, що виступали в майбутньому за команди аматорів
| - Платон Маслов - Микола Дорош - Олексій Фесенко - Михайло Данильченко - Ренат Гусейнов - Олександр Рекунов | - Андрій Хвостенко - Владислав Багліков - Андрій Корнієнко - Іван Тарасенко - Андрій Горюнов - Сергій Тимошин (1997-2002) |

Андрій Яковлев продовжив свою кар'єру у професійних футбольних клубах.
Дмитро Підченко виступав за збірні України U-16 і U-17 з футболу.